# Albuch und Härtsfeld
Albuch und Härtsfeld ist ein Naturraum (Haupteinheit 096) der Schwäbischen Alb im Südwestdeutschen Stufenland.

## Lage
Die beiden naturräumlichen Untereinheiten Albuch und Härtsfeld bilden zusammen mit dem Kocher-Brenz-Tal den Ostflügel der Mittleren Kuppenalb zwischen dem Lonegebiet und dem Ries. Das Gebiet gehört zu den niedrigeren Teilen der Schwäbischen Alb. Vom Falkenberg (774 m) am Albuch-Westtrauf senkt sich die Oberfläche kontinuierlich nach Osten und Südosten auf rund 660–620 m über NHN im Härtsfeld ab, im Inneren Härtsfeld sogar auf 550–600 m. Die infolge der starken Verkarstung trockenen Täler fallen zur Donau hin. Nur der Nordteil des auf 475 bis 500 m eingetieften Brenz-Kocher-Tals mit der flachen Talwasserscheide (507 m beim Seegartenhof) entwässert auch oberflächlich zum Rhein.

## Naturräumliche Gliederung

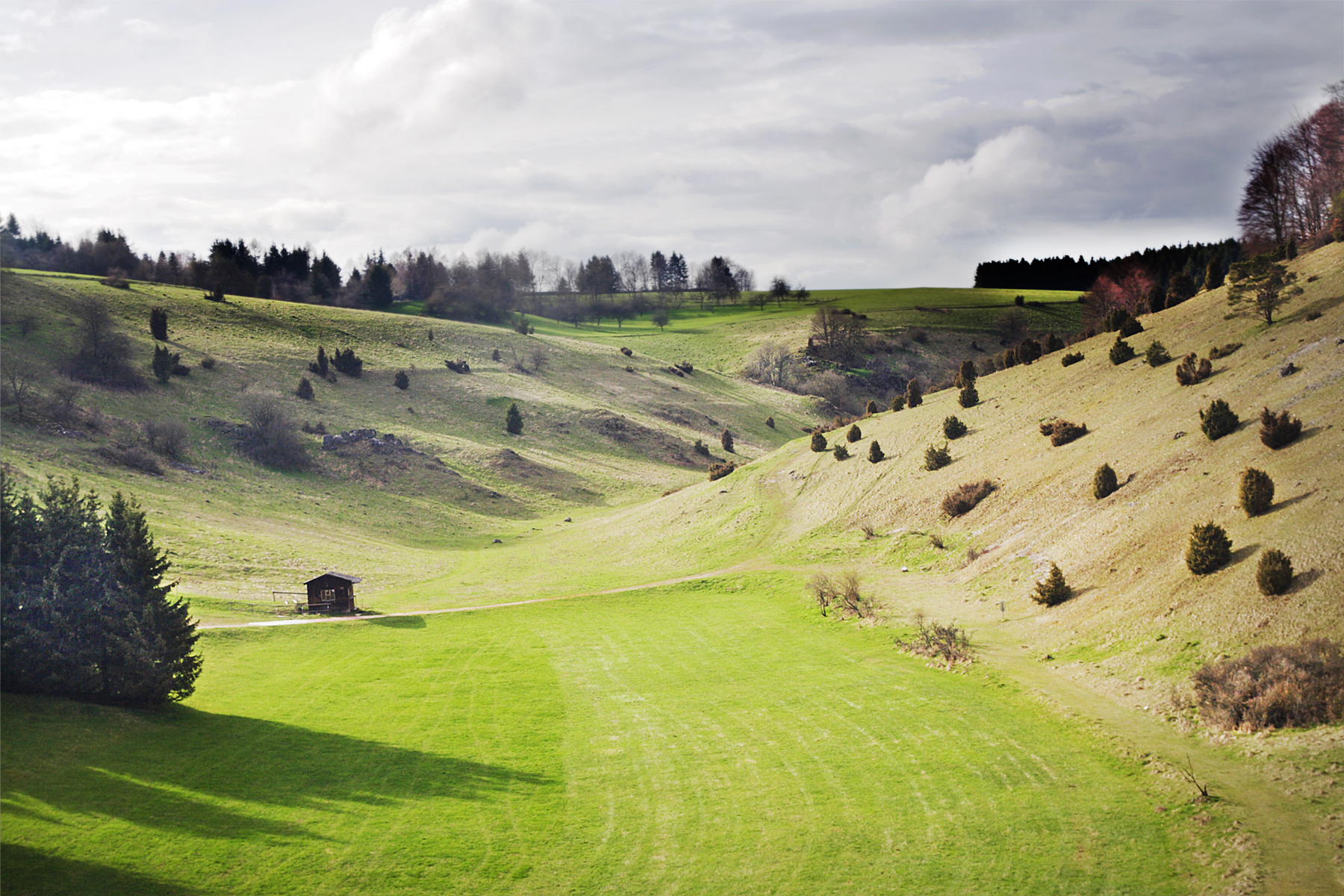
Trockental bei Söhnstetten im Albuch

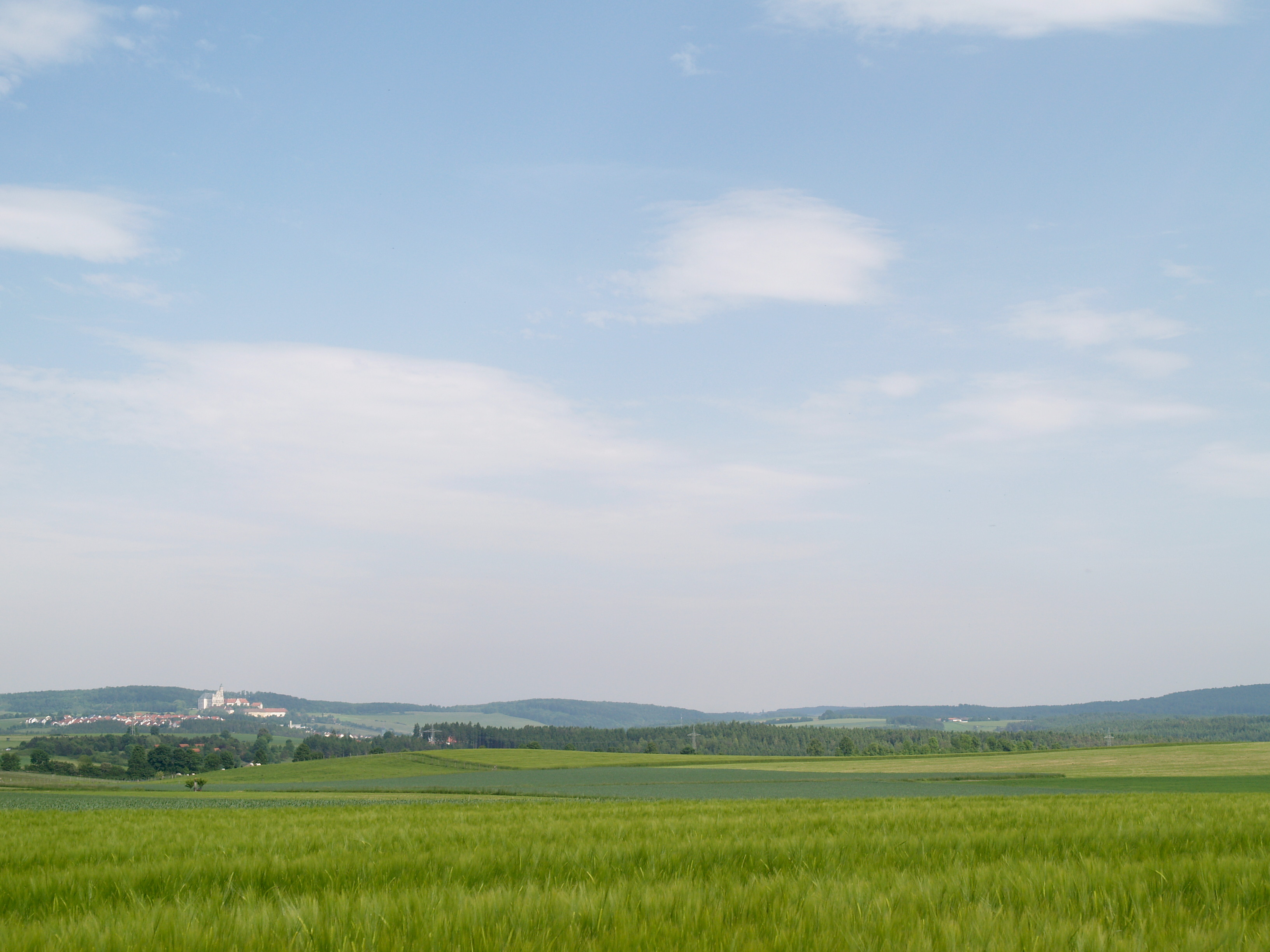
Blick vom Flugplatz Aalen-Heidenheim über das Härtsfeld zur Abtei Neresheim

Im Handbuch der naturräumlichen Gliederung Deutschlands wurde die Landschaft als naturräumliche Haupteinheit (dreistellig) der Haupteinheitengruppe (einstellig) Schwäbische Alb eingeordnet und im Einzelblatt 171 Göppingen im Jahr 1961 von Hansjörg Dongus weiter untergliedert. Diese Gliederung wurde im Jahr darauf auf Blatt 172 Nördlingen durch Ralph Jätzold im äußersten Osten ergänzt. Danach gliedert sich der Naturraum wie folgt:
- (zu 09 Schwäbische Alb)
  - 096 Albuch und Härtsfeld
    - 096.0 Albuch-Randhöhen (umfasst den Albtrauf zwischen den Albtalaustritten der Fils und des Kochers)
      - 096.01 Treffelhauser Alb
      - 096.02 Kaltes Feld
      - 096.03 Rosenstein-Randhöhen

    - 096.1 Albuch (ohne Steinheimer Becken, westlich der Talachse von oberem Kocher- und oberem Brenztal)
      - 096.10 Nordalbuch
      - 096.11 Südalbuch
      - 096.12 Lonetal-Kuppenalb

    - 096.2 Kocher-Brenz-Tal (umfasst die Talebenen des oberen Kocher- und des oberen Brenztals, dazu das Steinheimer Becken)
      - 096.20 Oberes Kochertal
      - 096.21 Oberes Brenztal
      - 096.22 Steinheimer Becken und Unteres Stubental

    - 096.3 Härtsfeld (östlich der Talachse von oberem Kocher- und oberem Brenztal)
      - 096.30 Nordwestliches Härtsfeld
      - 096.31 Südliches Härtsfeld
      - 096.32 Inneres Härtsfeld
      - 096.33 Nordöstliches Härtsfeld
      - 096.34 Härtsfeld-Randhöhen (abgetrennt durch das Egertal,[2] mit Zeugenbergen wie Ipf und Erbisberg, jedoch ohne den schon im Vorland gelegenen Schlossberg Baldern)

Die Einheit 096.34 im Nordosten erstreckt sich auf beide Einzelblätter, ist jedoch auf Blatt Göppingen weder ausgewiesen noch eingezeichnet.
Angrenzende Naturräume sind
- 102 Östliches Albvorland im Norden
- 101 Mittleres Albvorland im Nordwesten (nur kurze Grenze)
- 094 Mittlere Kuppenalb im Westen
- 095 Mittlere Flächenalb; punktuell im Südwesten
- 097 Niedere Flächenalb, auch Lonetal-Flächenalb, im Süden
- 098 Riesalb im Osten
- 103 Ries im Nordosten

Die Einheiten 094, 095, 096 und 097 stoßen in einem Punkt im Norden von Blatt 179 Ulm zusammen. Der Autor jenes Blattes, Hans Graul, hatte jedoch 1952 offenbar darauf verzichtet, die Haupteinheit 096 einzuzeichnen und zu beschreiben; auf jenem Blatt sind die kleinen Randanteile von 096.12 unter 094.11 Hochflächen von Nellingen (Blatt Göppingen: Nellinger Hochfläche) subsumiert.

## Geologie
Der felsenreiche Westtrauf im Einzugsbereich der Fils ist noch in Randhöhen gegliedert. Weit geschlossener ist dagegen der östlich anschließende, tektonisch beeinflusste Nordtrauf des Albuchs. Auch der Härtsfeldstufenrand ist wenig aufgelöst (Jagstgebiet). Im östlichen Teil sind Plattenkalke (Zetaschichten) aufgelagert. Der nördliche Teil ist weitflächig mit kalkarmen Feuersteinlehmen überdeckt. Die Oberflächenformen weichen von der westlichen und mittleren Kuppenalb ab. Ein schwaches Relief herrscht vor. Besonders die mittleren Bereiche um Kocher- und Brenztal und generell die Hochflächen sind großflächig bewaldet. Bei den landwirtschaftlichen Flächen überwiegt das Ackerland. Die Waldflächen sind vor allem durch Fichten- und Buchenbestände geprägt.

## Klima
Trotz der geringeren Höhenlage sind die klimatischen Verhältnisse denjenigen der Mittleren Flächenalb sehr ähnlich. Die Ostalb besitzt ein Jahresmittel von rund 7 °C. Der Nordwesttrauf, insbesondere aber das Gebiet der Rauhen Wiese, wird durch häufige Spätfröste nachteilig beeinflusst. Auch in den Niederschlägen zeigt sich ein verwandtes Bild. Die höchsten Jahressummen (über 1000 mm) fallen im nordwestlichen Traufgebiet um Bernhardus und Hornberg. Die Niederschläge verringern sich von hier an albeinwärts geringfügig, bleiben aber nördlich der Klifflinie nahezu überall über der 900-mm-Marke. Nur das Innere und Südliche Härtsfeld nehmen mit einer mittleren Jahressumme von 800 bis 900 mm eine Sonderstellung ein.

## Schutzgebiete
Größtes Schutzgebiet ist das EU-Vogelschutzgebiet „Albuch“. Weiterhin liegen einige kleinere Naturschutzgebiete in der Landschaft, großflächigere an den Hochflächen entlang Eyb und Lauter. Letzteres, das „Kalte Feld“, ist auch größtenteils als FFH-Gebiet ausgewiesen. Bemerkenswerte Lebensräume der Landschaft sind vor allem Kalkmagerrasen, Steinbrüche und Höhlen.
| Schutzgebietsanteile           | % Gesamtlandschaftsfläche |
| ------------------------------ | ------------------------- |
| FFH-Gebiete                    | 14,47                     |
| Europäische Vogelschutzgebiete | 11,83                     |
| Naturschutzgebiete             | 3,06                      |
| Sonstige Schutzgebiete         | 0                         |
| Effektiver Schutzgebietsanteil | 21,46                     |

Quelle: Bundesamt für Naturschutz, Stand: 2010.